# Kroyer Films
Kroyer Films, Inc. was een Amerikaanse animatiestudio uit Hollywood, Californië opgericht in 1986 door animator Bill Kroyer en zijn vrouw Susan Kroyer en is een van de eerste studio's die computer- en handgetekende animatie combineert. De studio sloot hun deuren na hun faillissement in 1994.

## Producties
Kroyer Films produceerde de voor een Oscar genomineerde korte film Technological Threat en de 20th Century Fox speelfilm FernGully: The Last Rainforest. De studio produceerde ook de animatie voor het computerspel Pitfall: The Mayan Adventure uit 1994.
Het Academy Film Archive archiveerde Technological Threat in 2013.

## Werk

### Films
| Jaar | Titel                          | Opmerkingen                                |
| ---- | ------------------------------ | ------------------------------------------ |
| 1988 | Technological Threat           | Oscar-nominatie                            |
| 1989 | Troop Beverly Hills            | Titelanimatie met Spümcø                   |
| 1989 | Honey, I Shrunk the Kids       | Titelanimatie                              |
| 1989 | The Making of Me               | Animatie met Walt Disney Animation Studios |
| 1989 | Christmas Vacation             | Titelanimatie                              |
| 1990 | Jetsons: The Movie             | Voertuig animatie                          |
| 1992 | FernGully: The Last Rainforest |                                            |
| 1992 | Tom and Jerry: The Movie       | Computeranimatie                           |
| 1993 | The Thief and the Cobbler      | Aanvullende animatie                       |
| 1993 | Son of the Pink Panther        | Titelanimatie                              |
| 1994 | Asterix Conquers America       | Aanvullende animatie                       |

### Series
| Jaar | Titel                    | Opmerkingen      |
| ---- | ------------------------ | ---------------- |
| 1990 | Bobby's World            | Titelanimatie    |
| 1990 | Widget the World Watcher | Character design |
| 1990 | Computer Warriors        | TV pilot         |

### Computerspellen
| Jaar | Titel                        | Opmerkingen        |
| ---- | ---------------------------- | ------------------ |
| 1994 | Pitfall: The Mayan Adventure | Originele animatie |